# Tony Currie (Fußballspieler)
Anthony „Tony“ William Currie (* 1. Januar 1950 in Edgware) ist ein ehemaliger englischer Fußballnationalspieler auf der Position des Mittelfeldspielers, der besonders als Spieler von Sheffield United bekannt wurde.

## Karriere

### Verein

#### 1967: Watford
Currie spielte bereits auf Jugendlevel für die Queens Park Rangers, Chelsea und Watford, bevor er 1967 sein Debüt in der ersten Mannschaft machte. Er absolvierte 18 Drittliga-Partien für Watford und erzielte dabei neun Tore.

#### 1968 bis 1976: Sheffield United
Am 1. Februar 1968 verpflichtete Sheffield Currie für 26.500 Pfund. Dies zahlte sich sofort aus, als er bei seinem ersten Spiel im Trikot der Blades (Klingen) gegen Tottenham gleich einen Treffer erzielte. In Sheffield wurde der von den Fans „TK“ genannte Currie schnell zum Publikumsliebling und blieb dort acht Jahre, wobei er die letzten beiden Jahre auch noch zum Kapitän ernannt wurde. Insgesamt erzielte er in 313 Ligapartien 54 Tore für United.

#### 1976 bis 1979: Leeds United
Im Sommer 1976 wechselte Currie für 250.000 £ innerhalb Yorkshires zu Leeds und absolvierte sein erstes Spiel für die Whites (Weißen) bei einem 2:2-Unentschieden gegen West Bromwich Albion. In seiner zweiten und dritten Spielzeit half Currie jeweils beim Erreichen des League-Cup-Halbfinals und 1978/79 zudem beim fünften Platz in der Liga, womit sich Leeds für den UEFA-Cup qualifizierte.
Obwohl er auch in Leeds zum Publikumsliebling aufstieg, verließ er den Verein 1979 nach einigen Meinungsverschiedenheiten mit Trainer Jimmy Adamson und 102 Spielen (11 Tore).

#### 1979 bis 1982: Queens Park Rangers
Bei QPR wurde er zum Kapitän ernannt und führte den Verein 1982 ins FA-Cup-Finale, verlor dort jedoch nach einem Wiederholungsspiel mit 0:1 gegen Tottenham. Aufgrund einer Verletzung musste Currie nach 81 Spielen mit fünf Treffern seine Karriere in den höheren Ligen beenden.

#### 1982 bis 1988: Verschiedene Vereine
Currie ging erst für zwei Monate nach Kanada, wo er für Toronto Nationals spielte, bevor er nach England zurückging, um für Southend United zu spielen. Da er jedoch nicht eingesetzt wurde, wechselte er im Winter 1984 zu  Torquay United, wo er noch 16 Spiele absolvierte und immerhin noch einmal ins Tor traf. Danach spielte er noch bei den Tranmere Rovers, Dunstable Town, Hendon und Goole Town.

### England
Currie wurde als Spieler von Sheffield United bei einer 0:1-Heimniederlage gegen Nordirland 1972 vom damaligen Nationaltrainer Alf Ramsey erstmals ins Nationalteam berufen. 1973 absolvierte er fünf Spiele, u. a. bei einem 7:0-Kantersieg gegen Österreich, bei dem ihm sein erstes Länderspieltor gelang sowie bei einem Spiel gegen Polen, das England zwar klar dominierte, sich jedoch aufgrund eines 1:1-Unentschiedens nicht für die Weltmeisterschaft 1974 in Deutschland nicht qualifizieren konnte.
1975 absolvierte er ein weiteres Spiel gegen die Schweiz (2:1), kam dann aber erst 1978 und 1979 unter Ron Greenwood wieder zu Länderspielehren und absolvierte während dieser beiden Jahre noch zehn Spiele, wobei er bei Siegen gegen Wales und Ungarn noch je ein Tor erzielte. Sein letztes Spiel für England absolvierte Currie am 10. Juni 1979 bei einem 0:0 gegen Schweden.
Insgesamt konnte Currie zehn Spiele gewinnen und verlor lediglich drei seiner 17 Länderspiele, von den elf letzten kein einziges mehr.

## Nach dem Fußball
Seit 1988 arbeitete Tony Currie bei seinem ehemaligen Verein Sheffield United als Fußball-Koordinator.